# مسابقة يوروفيجن للأغاني 2015
كانت مسابقة الأغنية الأوروبية لعام 2015 هي النسخة الستون من مسابقة الأغنية الأوروبية السنوية، وأقيمت في العاصمة النمساوية فيينا، كانت الدنمارك هي حاملة اللقب بعد فوزها في مسابقة 2014 وذلك عن طريق أغنية «Rise Like a Phoenix» من تأليف كونشيتا ورست. كانت هذه هي المرة الثانية التي تستضيف فيها النمسا المسابقة بعد أن فعلت ذلك من قبل في 1967. نظمت المسابقة من قبل اتحاد البث الأوروبي (EBU) والمضيف الاعلامي كان أو أر أف (محطة بث) (ORF)، أقيمت المسابقة في وينر ستادثال وتألفت من نصف نهائي في 19 و21 مايو والنهائي كان في 23 مايو 2015. وقد استضافت العروض الحية الثلاثة ميريام فيكسيبرون وأليس توملر وأرابيلا كيسباور، بينما استضافت كونشيتا ورست القاعة الخضراء.
فازت السويد في المسابقة عن طريق أغنية "Heroes "، التي غناها مونس زيلميرلوف وكان هذا هو الفوز السادس للسويد في المسابقة، بعد انتصاراتها في 1974 و1984 و1991 و1999 و2012. كان هذا هو الفوز الثاني للبلاد في ثلاث سنوات، كان هذا أيضًا بمثابة أقصر فارق بين فوزين لنفس البلد منذ إنتصار إيرلندا في 1994 و1996. واحتلت روسيا وإيطاليا وبلجيكا وأستراليا المراكز الخمسة الأولى على الترتيب، وكانت أعلى دولتين في هذه المسابقة - السويد وروسيا - هما نفس أعلى دولتين في مسابقة عام 2012. وكانت هذه هي المرة الأولى منذ إعادة تقديم هيئات المحلفين إلى جانب البث التلفزيوني في عام 2009 التي لم يحتل فيها الفائز المركز الأول في البث التلفزيوني؛ حيث فازت إيطاليا في البث التلفزيوني، كما حققت الجبل الأسود أفضل نتيجة لها منذ استقلالها، كما شاركت جميع دول البلطيق الثلاث في النهائي، لأول مرة منذ 2002.
لأول مرة، سجل الأربعة الأوائل في المسابقة 200 نقطة أو أفضل. أصبح دخول روسيا " A Million Voices " أول أغنية يوروفيجن غير فائزة تسجل أكثر من 300 نقطة، أصبحت النمسا وألمانيا أول دولتين منذ 2003 لا تسجلان أي نقاط في النهائي، وكانت النمسا هي أول مضيفة لا تتحصل على أي نقاط، وأفاد اتحاد الإذاعات الأوروبية أن أكثر من 197 مليون مشاهد في جميع أنحاء العالم شاهدوا المسابقة، متفوقًا على أرقام المشاهدة لعام 2014 بمقدار 2 مليون.

## إستضافة

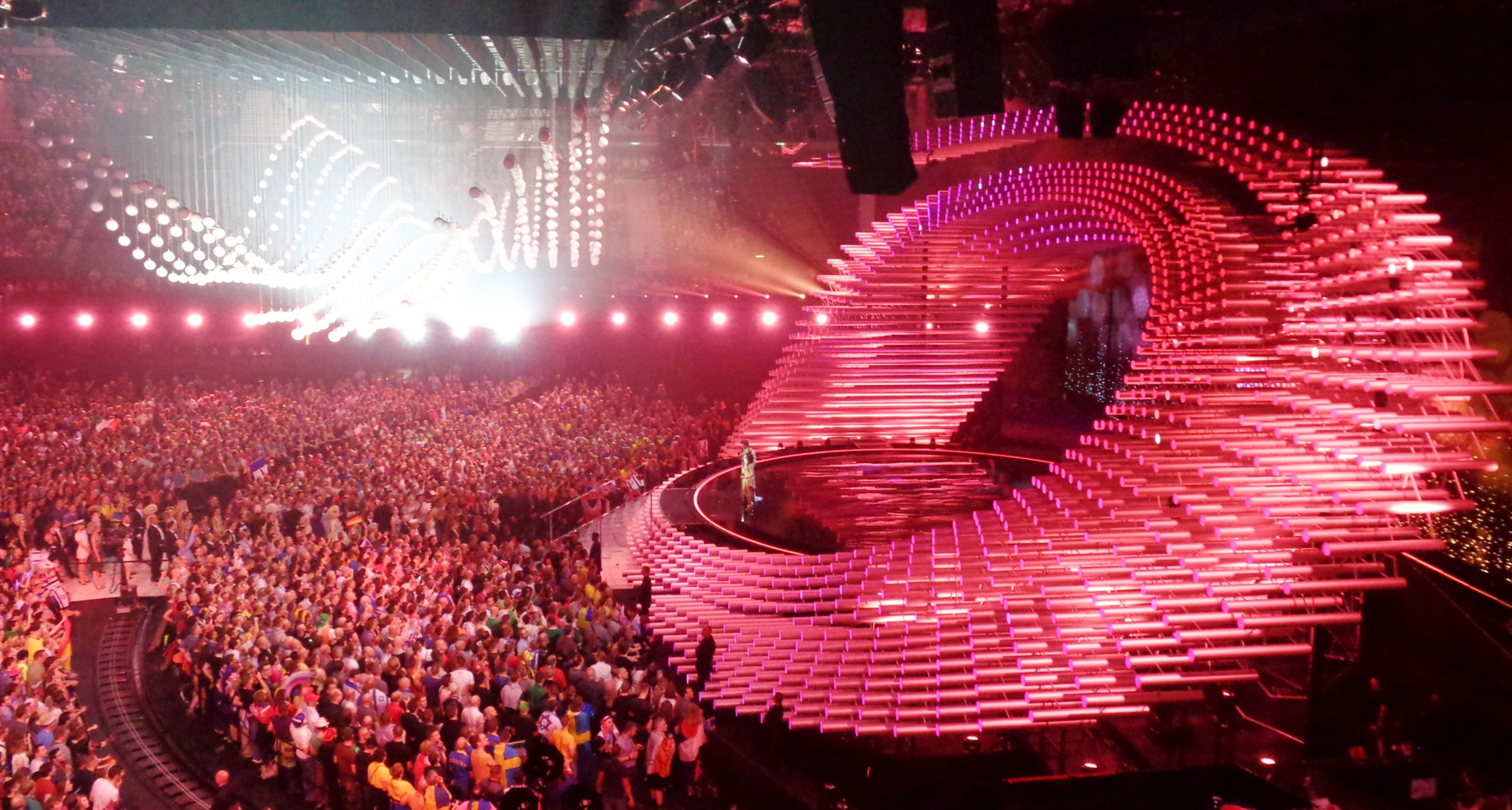
وينر ستادثال، فيينا - المكان المضيف لمسابقة 2015(من الداخل)

وينر ستادثال، فيينا - المكان المضيف لمسابقة 2015(من الخارج)

### مكان
أقيم الحدث في فيينا، النمسا، وكان المكان هو القاعة (د) في وينر ستادثال، بعد أن فازت النمسا بحق استضافة هذه النسخة من مسابقة الأغنية الأوروبية بعد فوزها بنسخة 2014 بأغنية " Rise Like a Phoenix "، يؤديها كونشيتا ورست. يستضيف وينر ستادثال بطولة فيينا المفتوحة السنوية للتنس، إلى جانب العديد من الحفلات الموسيقية والأحداث على مدار العام وتتسع لحوالي 16000 شخص.

### مرحلة تقديم العطاءات
بعد فوز النمسا في مسابقة 2014، كشف وفدهم عن إمكانية استضافة المسابقة إما في العاصمة فيينا أو في سالزبورغ. أفادت التقارير أن فيينا، كلاغنفورت، إنسبروك، النمسا السفلى، جراتس، النمسا العليا، بورغنلاند، وفورارلبرغ كانت جميعها مهتمة باستضافة المسابقة. انسحبت سالزبورغ من مرحلة تقديم العطاءات لأن المدينة لم تكن قادرة على تغطية تكلفة المكان والترويج.
في 29 مايو 2014، أصدرت هيئة البث العامة النمساوية المضيفة ORF وEBU بعض المتطلبات والتفاصيل حول المكان. طلبت ORF من الأطراف المهتمة الرد بحلول 13 يونيو 2014.
- يجب أن يكون المكان متاحًا لمدة 6 إلى 7 أسابيع على الأقل قبل المسابقة وأسبوع واحد بعد انتهاء المسابقة.
- يجب ألا يكون المكان في الهواء الطلق، ولكن يجب أن يكون المبنى مكيفًا بسعة لا تقل عن 10000 مترًا وبحد أدنى لارتفاع السقف يبلغ 15 مترًا (49 قدمًا)، معزولًا للصوت والضوء.
- يجب أن تكون الغرفة الخضراء موجودة في الساحة أو بالقرب منها قدر الإمكان، بسعة 300 شخص.
- غرفة إضافية بمساحة لا تقل عن 6000 متر مربع (65000 قدم مربع)، لإيواء 2 من منصات تقديم الطعام، وغرفة عرض، وغرف مكياج، وخزانة ملابس، وأكشاك لحوالي 50 معلقًا.
- مكاتب منفصلة لإيواء المركز الصحفي، مفتوحة بين 11 و24 مايو 2015، بمساحة لا تقل عن 4000 متر مربع (43000 قدم مربع)، بسعة لا تقل عن 1500 صحفي.

بعد الموعد النهائي في 13 يونيو 2014، أعلنت ORF عن 12 مكانًا مهتمًا باستضافة مسابقة 2015: أعلنت ORF في 21 يونيو 2014 أن 3 مدن (فيينا وإنسبروك وغراتس) قد تم اختيارها في القائمة المختصرة في المرحلة النهائية من عملية تقديم العطاءات. في 6 أغسطس 2014، أعلنت ORF عن وينر ستادثال في فيينا كمكان مضيف. تم تعيين المسابقة مؤقتًا في 12 و14 و16 مايو 2015، ولكن تم تأجيل المواعيد لاحقًا لمدة أسبوع لاستيعاب المدن المرشحة.

## الدول المشاركة

دول تأهلت للنهائي
دول شاركت ولم تتأهل للنهائي
دول شاركت سابقا ولكنها لم تشارك في هذه النسخة

شاركت أربعون دولة في المسابقة، وحضرت أستراليا ضيفًا، عادت قبرص وصربيا بعد غياب لمدة عام واحد، في حين أن جمهورية التشيك عادت بعد المشاركة في 2009، في غضون ذلك، وأعلنت أوكرانيا عدم مشاركتها لأسباب مالية وسياسية تتعلق بالأزمة الأوكرانية.